# ماشاءالله امین‌سرور
ماشاءالله امین‌سرور (زادهٔ اسفند ۱۳۱۰ - درگذشته ۹ مهر ۱۳۸۹) یک دوچرخه‌سوار پیشین اهل ایران بود. او در رقابت‌های انفرادی جاده و تایم‌تریل تیمی در بازی‌های المپیک تابستانی ۱۹۶۴ شرکت کرد.

## زندگی‌نامه
ماشا لله امین سرور در اسفند ۱۳۱۰ به دنیا آمد. وی ورزش دوچرخه‌سواری را از سال ۱۳۳۳ آغاز و در سال ۱۳۳۵ در مسابقات قهرمانی کشور در مشهد مقام نخست را از آن خود کرد و پس از آن به عضویت تیم ملی دوچرخه‌سواری ایران درآمد. وی سابقه مربیگری درباشکاه‌های ارتش، پاس و استقلال را داشت؛ و جز اولین دوچرخه سواران ملی پوش ایرانی در رشته استقامت، بهمن ماه ۱۳۳۸ راهی مسابقات مصر شد و بین ۲۱ تیم مقام چهارم را به دست آورد. امین سرور در مسابقات قهرمانی آسیا مالزی سال ۱۳۳۸، مقام سوم انفرادی در رشته استقامت را به دست آورد و همچنین در مسابقات المپیک آسیایی ژاپن شرکت داشت. وی در صبح جمعه ۹ مهرماه ۱۳۸۹ به علت ایست قلبی درگذشت.